# Hydrovatus unguiculatus
Hydrovatus unguiculatus är en skalbaggsart som beskrevs av Olof Biström 1997. Hydrovatus unguiculatus ingår i släktet Hydrovatus och familjen dykare. Inga underarter finns listade i Catalogue of Life.